# Brainville (Meurthe-et-Moselle)
Brainville ist eine französische Gemeinde mit 169 Einwohnern (Stand 1. Januar 2022) im Département Meurthe-et-Moselle in der Region Grand Est (vor 2016 Lothringen). Sie gehört zum Arrondissement Val-de-Briey und ist Mitglied im Gemeindeverband Communauté de communes Orne Lorraine Confluences.

## Geografie
Die Gemeinde liegt an der Grenze zum Département Meuse, etwa 27 Kilometer westlich von Metz. Der Fluss Longeau durchzieht die Gemeinde und bildet streckenweise die nördliche Gemeindegrenze. Hier mündet auch der Nebenfluss Seigneulle in den Longeau. Nachbargemeinden sind Allamont im Westen, Nordwesten und Norden, Friauville im Norden und Nordosten, Jarny im Nordosten, Ville-sur-Yron im Osten, Hannonville-Suzémont im Südosten sowie Latour-en-Woëvre und Labeuville (beide im Département Meuse) im Süden.

## Geschichte
Brainville und Porcher gehörten historisch zum Herzogtum Bar, das 1766 an Frankreich fiel. Bis zur Französischen Revolution lagen die Gemeinden dann im Grand-gouvernement de Lorraine-et-Barrois. Im Jahr 1811 vereinigten sich das damalige Brainville (1806: 262 Einwohner) und Porcher (1806: 148 Einwohner) zur heutigen Gemeinde Brainville. Die vereinigte Gemeinde lag bis 1871 im alten Département Moselle, seither bildet sie einen Teil des Départements Meurthe-et-Moselle.

## Bevölkerungsentwicklung
| Jahr                       | 1962 | 1968 | 1975 | 1982 | 1990 | 1999 | 2007 | 2019 |
| Einwohner                  | 184  | 183  | 144  | 150  | 153  | 115  | 145  | 168  |
| Quellen: Cassini und INSEE |      |      |      |      |      |      |      |      |

## Sehenswürdigkeiten
- Mehrere Bauernhäuser aus dem 18. und 19. Jahrhundert in der Grand’ Rue und der Rue de la Chapelle
- Pfarrkirche Saint-Airy; Teile des Chors sind aus dem 12. Jahrhundert
- Kapelle Saint-Nicolas in Porcher; Kapelle aus dem 16. Jahrhundert, mit Portal aus dem 19. Jahrhundert
- Pfarrhaus und weitere alte Häuser im Dorfzentrum
- Sehenswerte Grabmäler auf dem Dorffriedhof (zum Beispiel der Familien Plegis-Camilli-Tournois)
- Drei Wegkreuze (darunter das Croix Maucourt) und Kreuze auf dem Dorffriedhof
- Denkmal für die Gefallenen[1]
- Lavoir (Waschhaus)